# Ilf
The Institute for Law and Finance (ILF) 보관됨 2019-12-10 - 웨이백 머신는 프랑크푸르트 대학교 (프랑크푸르트 괴테대학교)가 많은 저명한 기관의 지원을 받아 2002년 비영리재단으로 설립한 금융 및 법학 대학원이다. 주요 상업은행, 국제 로펌, 프랑크푸르트 상공회의소, 프랑크푸르트시 및 헤세주, 유럽중앙은행 및 독일은행(Deutsche Bundesbank, 분데스방크)은 계획 단계부터 현재까지 ILF에 적극적으로 참여하고 있다. ILF는 독일 및 전세계의 변호사, 고위 경영진 및 임원들에게 학제간 교육을 제공하며, 학계와 실무자간의 토론 및 교환을 위한 포럼을 주최함으로써 입법 과정의 정책 센터 역할을 한다.
ILF는 LL.M Finance(금융법 석사) 및 LL.M. International Finance(국제금융법 석사) 2개의 학위 프로그램과 "기업법 실무"에 관한 스프링스쿨 및 "은행 및 자본시장법"에 관한 썸머스쿨 프로그램을 제공한다.
ILF의 Executive Director는 Goethe University Frankfurt am Main의 교수인 Andreas Cahn이고 Director는 Theodor Baums다.

## LL.M. Finance(금융법 석사) 프로그램
프랑크푸르트(Frankfurt am Main)에 있는 괴테대학교(Goethe University)의 ILF는 법학, 경영 또는 경제학 학사 학위를 취득한 학생들을 위해 LL..M.(법학 석사) 학위 과정인 1년 간의 대학원 프로그램을 제공한다. 모든 과정은 영어로 진행되므로 독일어는 입학 요건이 아니다. 프랑크푸르트 괴테대학교는 독일에서 가장 유명한 고등 교육 기관 중 하나다.
매년 약 50명의 학생이 입학 허가를 받는다. 이 프로그램은 법학 또는 경영/경제학 학위를 소지하고 있으며 이론적 지식과 법률 및 국제금융 실무 교육을 결합하는 데 관심이 있는 학생들을 대상으로 한다. 이전의 전문적인 경험은 필수는 아니지만 이점이 될 것이다. 국제 다양성에 중점을 두고 있으며, 매해 20개가 넘는 국가의 학생들이 참여하고 있다. 이 프로그램은 주요 은행, 중앙은행 및 유럽연합 금융센터로서의 역할을 하고 있는 프랑크푸르트의 역할에 기반을 두고 있다.
커리큘럼은 국제금융 분야의 병행 발전과 함께 EU와 미국에 중점을 둔 국제금융법의 모든 측면을 다루는 학제적 내용이다. 학생들은 기업금융법, 자본시장 및 증권법, 리스크 및 보상, 금융중개업, 금융시장 및 기관, 프로젝트 및 인수금융, 투자은행법, 상업은행법, M&A, 국제 및 비즈니스 과세 원칙, 효과적 협상, 보험 및 위험 관리, 재무 기초, 회계 및 국제회계 등 약 35개의 과정 중에서 선택을 할 수 있다.
2008년부터 Deusto, Tilburg 및 Strasbourg 대학과 함께 ILF는 유럽 연합의 승인을 받은 석사 프로그램인 Erasmus Mundus “초국적 무역법 및 금융 석사” 프로그램을 제공한다.
ILF의 학생은 프랑크푸르트 괴테대학의 학생으로 등록되어 석사 학위를 수여받는다.

## 인턴쉽
LL. M. Finance 프로그램은 ILF를 지원하는 공공 및 민간 기관과의 특별 4-6 주 인턴쉽을 통합한다. 이러한 기관에는 일반적으로 주요 국제 로펌, 은행, 국제 회계 회사, 유럽 중앙은행, 도이치분데스뱅크, BaFin 등이 포함된다. ILF 인턴쉽 프로그램은 관련 업무 경험을 습득하고 전문적인 연락망을 구축할 수 있는 소중한 기회를 제공한다.

## 유학생 교류 프로그램
ILF는 컬럼비아 법학대학원, FGV Direito Rio, 및 Amsterdam Business School과 학생 교환 프로그램을 유지한다.

## LL.M. International Finance(국제금융법 석사) 프로그램
2014년 10월, 아시아에서 법학, 경영학 또는 경제학을 전공한 졸업생들을 위한 국제금융법 석사 프로그램이 새로이 시작되었다. 이 프로그램은 아시아 졸업생들에게 국제금융 및 유럽금융, 증권법 및 금융법 분야의 학제간 및 실무 중심 교육을 제공한다.

## 스프링스쿨과 썸머스쿨
매년 ILF는 2주간 봄과 여름에 스프링스쿨, 썸머스쿨 과정을 개설한다. 이 과정은 독일어로 진행된다.

## 학부
ILF 교수진은 유럽 금융계, 국제 로펌 및 유럽 중앙은행, 도이치분데스뱅크 (독일 중앙은행) 및 BaFin (독일 금융감독 기관)의 실무자 및 학계의 인사들로 구성되어 있다.

## 이사회
ILF의 이사회는 집행위원회, 이사회, 학술 자문위원회 및 기부자위원회로 이루어진다.

### 경영진
- 교수 Andreas Cahn 박사, Goethe University ILF 상임 이사 프랑크푸르트 암 마인
- 교수 프랑크푸르트 괴테 대학 보험법 연구소 소장 Manfred Wandt 박사

### 이사회
- Mr. Antonio Sainz de Vicuna, 유럽 중앙은행 전 법률 고문
- Hans Eichel, 전 재무 장관
- 교수 프랑크푸르트 괴테 대학 명예 상원 의원 베른트 파 홀츠 박사
- 교수 클리퍼드 찬스의 변호인 Thomas Gasteyer 박사
- Hendrik Haag 박사, Hengeler Mueller 파트너 (의장)
- Felix Hufeld, Finanzdienstleistungsaufsicht (BaFin)의 Bundesanstalt 회장
- 교수 얀 박사 Krahnen, 괴테대학교 비즈니스 경제학과 교수 프랑크푸르트
- Mr. Hermann-Josef Lamberti, 도이치뱅크 전 이사회 이사
- Mr. Fausto Parente, 유럽 보험 및 직업 연금국 상무
- Dr. Thomas Schäfer, 헤세 주 재무장관
- 교수 Rudolf Steinberg 박사, 프랑크푸르트 대학교의 전 총재
- Mr. Carl-Ludwig Thiele, 도이치 분데스뱅크 이사회 이사
- Karlheinz Weimar, 전 헤세 (Hesse) 재무부 장관
- 교수 프랑크푸르트 암 마인 괴테 대학교 총장 Birgitta Wolff 박사
- 교수 Chiara Zilioli 박사, 유럽 중앙 은행 총괄 고문

### 학업 자문위원회
- Mr. 장클로드 트리셰, 전 유럽 중앙 은행 (ECB) 사장 (의장)
- 제노아 대학교 법과 대학 교수 Guido Ferrarini
- 교수 줄리안 프랭크, 금융의 교수, 런던 비즈니스 스쿨의 학술 이사 런던 비즈니스 스쿨의 기업 지배 구조에 대한의 센터
- 컬럼비아 로스쿨 및 스탠퍼드 법학대학원 법률 및 비즈니스 교수 로널드 길슨 교수
- Karel van Hulle 교수, 유럽 연합 집행위원회 내부 시장 국 총재 보험 및 연금 금융 기관 책임자

### 기부자위원회
- Klaus-Albert Bauer, 프레쉬필즈 브룩하우스 데링거 파트너
- Okko Behrends, DLA 파이퍼 UK LLP 파트너
- Ulrike Binder 박사, Mayer Brown 파트너
- Dr. Günther Bräunig, KfW Bankengruppe 전무 이사
- Dr. Alexander Georgieff, 조지프 캐피탈 파트너
- Ana-Christina Grohnert, Ernst & Young GmbH 이사회 임원 Wirtschaftsprüfungsgesellschaft
- K & L Gates LLP 파트너 인 Matthias Grund 박사
- Mr. Rudolf Haas, Latham &amp; Watkins LLP 파트너
- Dr. Mathias Hanten, DLA 파이퍼 UK LLP 파트너
- Oliver Hedtmann, Deutsche Börse Group 법인 법률 책임자
- Mr. Thomas Heymann, 파트너, Heymann & 파트너
- Mr. Thorsten Höche, Bundesverband Deutscher Banken (독일 은행 협회) 법률 고문
- Mr. Jochen Hörbelt, BHF- 뱅크 법률 고문
- Esther Jansen 박사, Shearman &amp; Sterling 파트너
- Mr. Matthias Kasch, 화이트 앤 케이스 파트너
- Helge Kortz 박사, Gleiss Lutz 파트너
- Dr. Markus E. Krüger, 파트너 Latham &amp; Watkins LLP
- Dr. Tobias Krug, Ashurst 파트너
- Olaf Langner 박사, Deutscher Sparkassen-und Giroverband 법률 고문
- Dr. Manuel Lorenz, 베이커 맥킨지 파트너
- Heinrich Meyer, Beiten Burkhardt Rechtsanwaltsgesellschaft mbH 파트너
- CMS Hasche Sigle 파트너 Markus Pfaff 박사
- 교수 Stefan Reinhart 박사, FPS Rechtsanwälte & Notare 파트너
- Andreas Rodin 박사, 파트너, P + P Polläth + 파트너
- Mr. Christian Rolf, Willkie Farr &amp; Gallagher LLP 파트너
- Christoph Schauenberg, Luther Rechtsanwaltsgesellschaft mbH 파트너
- Dr. Manfred Schick, ING-DiBa AG 법률 고문
- 교수 Hogan Lovells International LLP 파트너 인 Michael Schlitt 박사
- Dr. Dirk Schmalenbach, 프레쉬필즈 브룩하우스 데링거 파트너
- Dr. Thomas Schürrle, Debevoise &amp; Plimpton 파트너
- Andreas Steck 씨, 링클레이터스 파트너
- Helvetia Insurance의 CEO 인 Volker Steck
- Peter Stenz 박사, Allen &amp; Overy 파트너
- Jürgen van Kann 박사, Fried Frank 파트너
- Dr. Laurenz Wieneke, 파트너 Noerr LLP

## 위치
ILF는 프랑크푸르트의 웨스트 엔드에 있는 캠퍼스의 the House of Finance at Campus 건물에 위치하고 있다.
이 건물에서는 금융, 통화경제학, 기업법 및 금융법에 대한 대학의 학제간 연구가 진행된다.

## 기타 참고사항
영어 위키백과 : en:Institute_for_Law_and_Finance